# Ana Junyer
Ana Junyer Genover (Figueres, 4 luglio 1963) è un'ex cestista e allenatrice di pallacanestro spagnola.

## Carriera
Con la Spagna ha disputato quattro edizioni dei Campionati europei (1980, 1983, 1985, 1987).